# Башкирський державний педагогічний університет імені Міфтахетдіна Акмулли
Башки́рський державний педагогічний університет імені Міфтахетді́на Акмулли́ (БДМУ) — один із провідних педагогічних університетів Росії, розташований в столиці Башкортостану — Уфі.

## Історія
Перший педагогічний інститут в Уфі був створений 1909 року і він 1957 року був перетворений в Башкирський державний університет, тим самим втративши цілком педагогічний напрям навчання. Було прийнято рішення про створення нового педагогічного інституту. Він був відкритий 9 січня 1957 року, 1976 року він отримав 1-шу категорію. 2000 року інститут отримав статус університету, 2006 року його було названо на честь Акмулли.